# 남양 군도

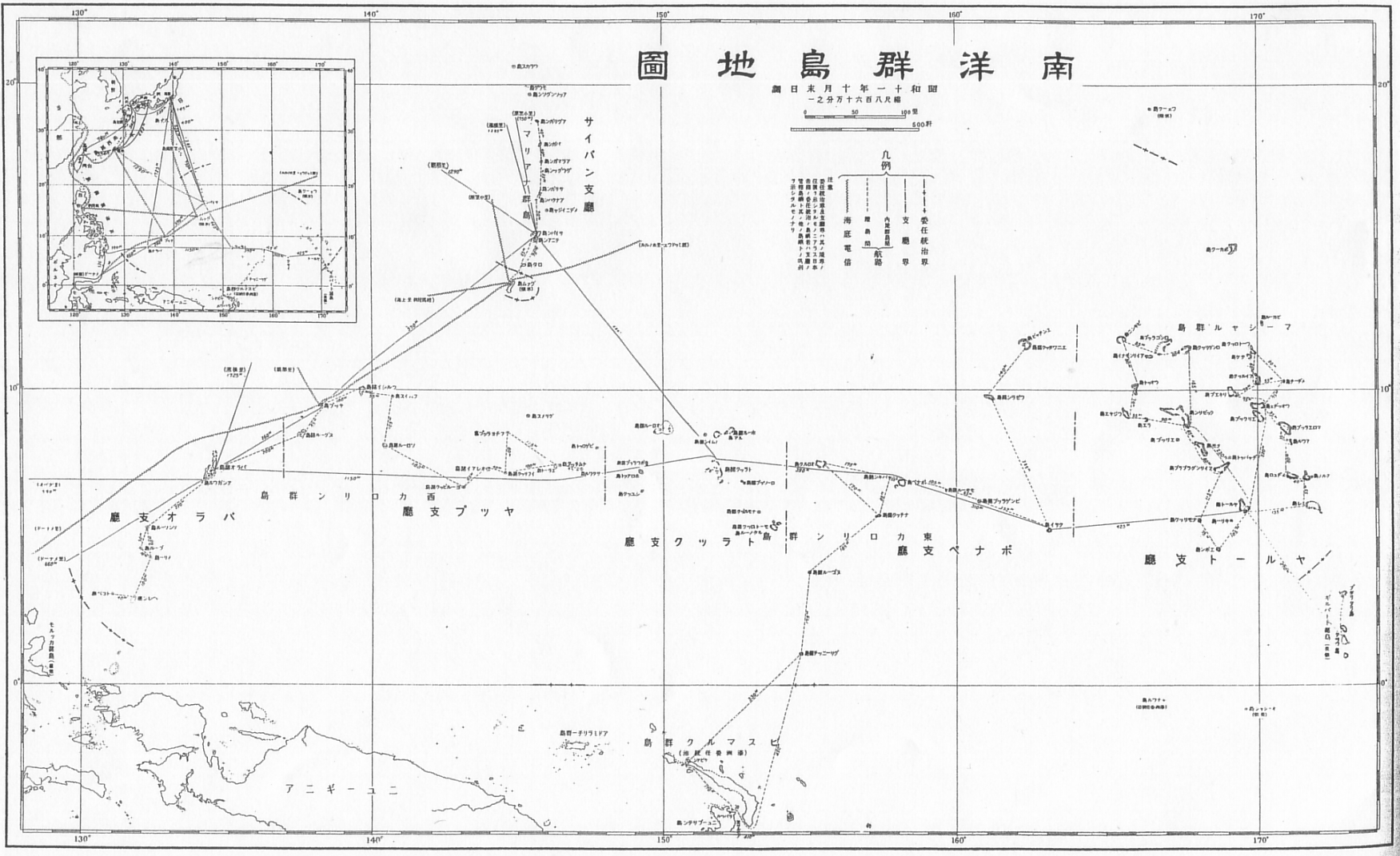
1930년대 일본 위임통치지역 지도

남양 군도(일본어: 南洋群島 난요군토[*], 영어: South Seas Mandate) 또는 남양 제도(일본어: 南洋諸島 난요쇼토[*]), 공식적으로 적도 이북에 위치한 태평양의 독일 영토에 대한 위임통치령(Mandate for the German Possessions in the Pacific Ocean Lying North of the Equator)은 제1차 세계 대전 이후 국제 연맹이 일본 제국에 부여한 국제 연맹 위임통치령이다. 국제 연맹은 제1차 세계 대전 이후 국제 연맹이 일본 제국에 부여한 "남양"에 대한 권한을 부여했다. 위임통치령은 북태평양에 있는 섬들로 구성되었는데, 독일 식민제국 내에서 독일령 뉴기니의 일부였던 섬들이 제1차 세계 대전 동안 일본에 의해 점령될 때까지 그 섬들을 위임통치하에 일본은 미국이 섬을 점령한 제2차 세계 대전까지 일본 식민제국의 일부로써 이 섬들을 통치했다. 이 섬은 미국이 통치하는 유엔이 설립한 태평양 제도 신탁통치령이 되었다. 현재는 팔라우, 북마리아나 제도, 미크로네시아 연방, 마셜 제도의 일부이다.
일본에서는 남양 군도 통치에 관한 일본 위임통치지역으로 알려져 있으며, 남양청에 의해 통치되었다.

## 역사
1922년 일본은 팔라우의 코로르에 통치 기관인 남양청을 설치했다. 남양청은 행정 및 사법 업무를 관할하였고, 산업 개발 및 교육(특히 일본어 교육) 사업을 수행했다. 당시 이 지역의 주요 산업은 사탕수수 제당(製糖), 코프라(말린 코코넛), 수산물, 인 광업 등이었고, 대일(對日) 교역은 흑자였다. 이 때문에 많은 일본인이 이 시기에 이주하여 한 때는 일본인 인구가 현지 주민 인구(약 5만명)를 웃돌기도 했다. 1933년, 일본은 국제 연맹에서 탈퇴했지만, 그 후에도 이 지역에 대한 통치는 인정되었다. 태평양 전쟁 말기, 남양 군도는 미일 전투의 격전지가 되었고, 북마리아나 제도는 일본을 향한 미군 폭격기의 출발기지가 되었다.
제2차 세계대전 종전 후, 샌프란시스코 강화조약에 따라 이 지역은 미국의 신탁통치령이 되었다. 이후, 미국의 자치령인 북마리아나 제도를 제외하고는 팔라우, 미크로네시아 연방, 마셜 제도로 각각 독립하였다.

### 한인 강제 동원
2010년 2월 25일, '일제 강점하 강제동원피해 진상규명위원회'가 발표한 조사결과에 따르면 일제강점기 당시 남양 군도에 강제동원된 한인 노무자는 5천명 이상이며, 주로 비행장 건설과 사탕수수 재배에 투입된 것으로 알려졌다. 특히 1941년 일본의 진주만 기습으로 태평양 전쟁이 발발한 이후에는 총알받이, 자살테러, 굶주림 등으로 징용자의 60%가 사망하였다는 사실이 밝혀졌다.
당시 조선총독부는 '환경이 좋은 곳에서 일할 수 있고, 10년 이상된 장기 이주자에게 농지를 준다'고 약속하였지만, 막상 현지에 도착한 조선인들은 턱없이 부족한 임금 수준과 조직적 통제의 대상이 되었으며, 마지막에는 자살테러를 강요받았다. 종전 후에도 상당수가 귀환하지 못했으며, 현지에서 생활고에 시달렸다. 고령으로 생존자 대다수도 사망하여 현재는 50여명이 현지에 거주 중에 있다.

## 주민
1939년 12월 당시 기준으로 129,104명이 거주하고 있었다. 이 가운데 일본인(타이완인, 조선인 포함)은 77,257명, 원주민(차모로인, 카나카인)은 51,723명, 외국인은 124명이었다.

## 각종 시설

### 경찰
- 내무부 경무과
- 남양청 경찰 연습소
- 사이판 지청 경무계
- 야프 지청 경무계
- 팔라우 지청 경무계
- 트루크 지청 경무계
- 포나페 지청 경무계
- 잴루잇 지청 경무계

### 병원
- 사이판 병원
- 야프 병원
- 팔라우 병원
- 트루크 병원
- 포나페 병원
- 쿠사이 병원
- 잴루잇 병원

### 법원
- 고등법원 (코로르섬)
- 사이판 지방법원
- 팔라우 지방법원
- 포나페 지방법원

### 교육
- 사이판 실업학교
- 사이판 고등여학교
- 팔라우 고등여학교
- 팔라우 중학교

## 같이 보기
- 태평양 전쟁
- 샌프란시스코 강화조약
- 대동아공영권